# بايرون هوك
بايرون هوك (بالإنجليزية: Byron Houck)‏ هو لاعب كرة قاعدة ومصور سينمائي أمريكي، ولد في 28 أغسطس 1891 في Prosper, Minnesota ‏ في الولايات المتحدة، وتوفي في 17 يونيو 1969 في سانتا كروز في الولايات المتحدة.

## وصلات خارجية
- بايرون هوك على موقعبيزبول رفرنس.كوم (الدوري الرئيسي) (الإنجليزية)
- بايرون هوك على موقعبيزبول رفرنس.كوم (الدوري الثانوي) (الإنجليزية)
- بايرون هوك على موقع IMDb (الإنجليزية)
- بايرون هوك على موقع قاعدة بيانات الفيلم (الإنجليزية)